# Baillie & the Boys

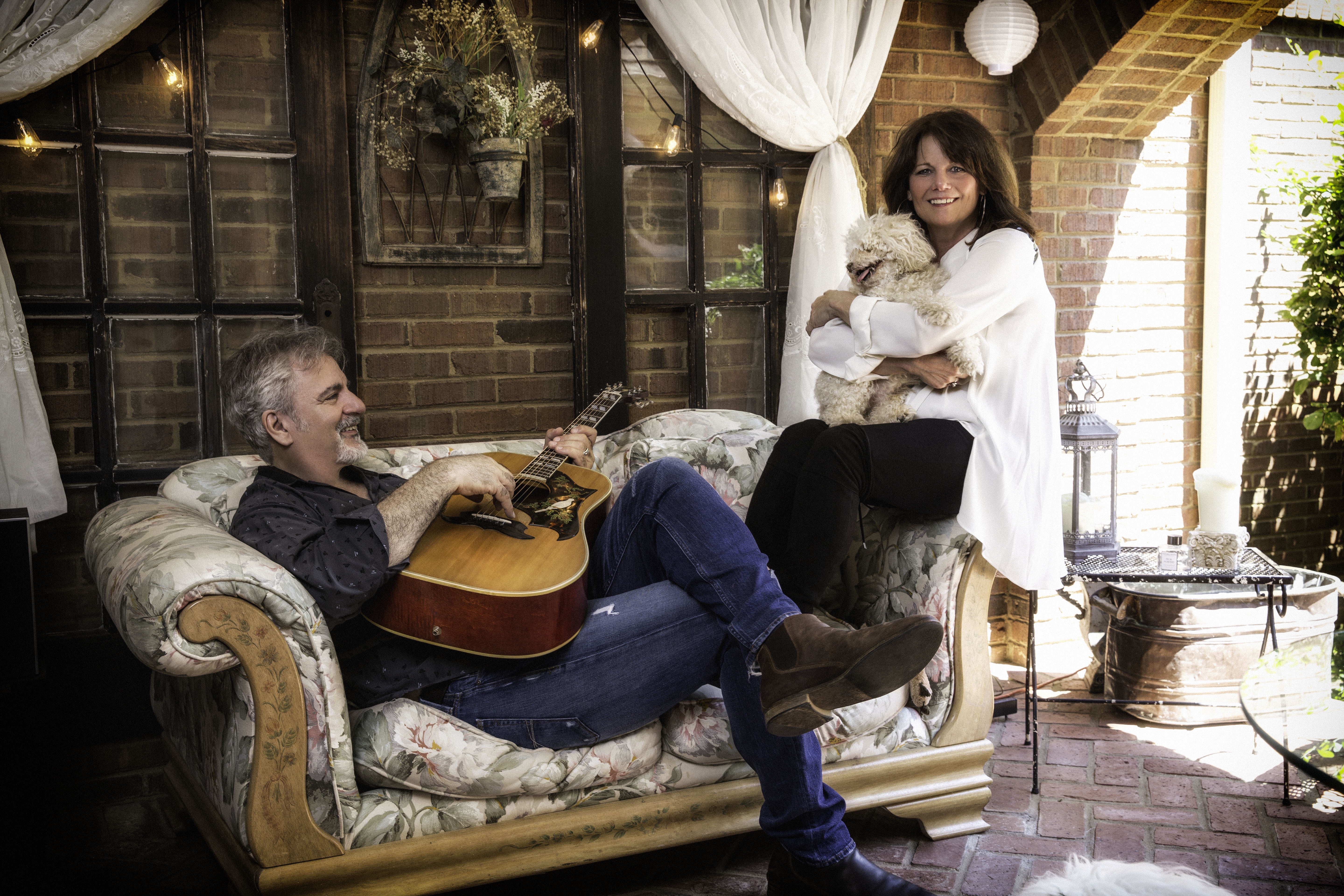
Baillie & The Boys

Baillie & the Boys fue una agrupación estadounidense de música country fundada en 1987 por Kathie Baillie (voz principal, guitarra), Michael Bonagura (coros, guitarra) y Alan LeBoeuf (bajo, coros). Sin contar las grabaciones en solitario de Kathie Baillie, Baillie & the Boys grabaron cinco álbumes de estudio y ubicaron diez sencillos en el Top 40 de la lista estadounidense Billboard Hot Country Singles & Tracks (entre 1987 y 1991).
Tras la marcha de LeBoeuf en 1988, Baillie & the Boys realizaron giras como dúo, con Lance Hoppen como tercer vocalista hasta que Roger McVay fue elegido como sustituto en 1995. Cuatro años más tarde, McVay abandonó la formación y LeBoeuf retornó. El trío publicó su último sencillo en 2006.

## Discografía

### Álbumes
| Año  | Título                                        | EE. UU. Country |
| ---- | --------------------------------------------- | --------------- |
| 1987 | Baillie & the Boys                            | 27              |
| 1989 | Turn the Tide                                 | 30              |
| 1990 | The Lights of Home                            | 35              |
| 1991 | The Best of Baillie & the Boys                |                 |
| 1996 | Lovin' Every Minute                           |                 |
| 2000 | The Road That Led Me to You                   |                 |
| 2007 | Love's Funny That Way                         |                 |
| 2012 | Unplugged: Baillie & the Boys Live In Concert |                 |
| 2021 | B & B 93                                      |                 |

### Sencillos
| Año                                     | Sencillo                        | Máxima posición | Máxima posición | Álbum                    |
| Año                                     | Sencillo                        | EE. UU. Country | CAN Country     | Álbum                    |
| --------------------------------------- | ------------------------------- | --------------- | --------------- | ------------------------ |
| 1987                                    | "Oh Heart"                      | 9               | 17              | Baillie & the Boys       |
| 1987                                    | "He's Letting Go"               | 18              | 39              | Baillie & the Boys       |
| 1987                                    | "Wilder Days"                   | 9               | 7               | Baillie & the Boys       |
| 1988                                    | "Long Shot"                     | 5               | 3               | Turn the Tide            |
| 1989                                    | "She Deserves You"              | 8               | 5               | Turn the Tide            |
| 1989                                    | "(Wish I Had A) Heart of Stone" | 4               | 4               | Turn the Tide            |
| 1989                                    | "I Can't Turn the Tide"         | 9               | 4               | Turn the Tide            |
| 1990                                    | "Perfect"                       | 23              | 16              | The Lights of Home       |
| 1990                                    | "Fool Such as I"                | 5               | 7               | The Lights of Home       |
| 1991                                    | "Treat Me Like a Stranger"      | 18              | 16              | The Lights of Home       |
| 1996                                    | "Some Kind of Luck"             | —               | —               | Lovin' Every Minute      |
| 1997                                    | "The God's Honest Truth"        | —               | —               | Lovin' Every Minute      |
| 1997                                    | "You're My Weakness"            | —               | —               | Lovin' Every Minute      |
| 1997                                    | "Lovin' Every Minute"           | —               | —               | Lovin' Every Minute      |
| 2000                                    | "The Road That Led Me You"      | —               | —               | The Road That Led Me You |
| 2000                                    | "The Moment"                    | —               | —               | The Road That Led Me You |
| 2006                                    | "One Thing"                     | —               | —               | Love's Funny That Way    |
| "—" denota que no ingresó en esta lista |                                 |                 |                 |                          |

### Videos musicales
| Año  | Video                      | Director     |
| ---- | -------------------------- | ------------ |
| 1988 | "Long Shot"                | Bob Small    |
| 1989 | "I Can't Turn the Tide"    | Bob Small    |
| 1990 | "Perfect"                  | Dave Bridges |
| 1991 | "Treat Me Like a Stranger" | Bob Small    |
| 1996 | "Some Kind of Luck"        | Tom Bevins   |
| 1997 | "The God's Honest Truth"   | Tom Bevins   |
| 2006 | "One Thing"                | Ed Guthero   |